# Richard Felton Outcault
Richard Felton Outcault, né le 14 janvier 1863 à Lancaster (Ohio) et mort le 25 septembre 1928 à  Flushing (État de New York), est un auteur de bandes dessinées américain, créateur du Yellow Kid et de Buster Brown.

## Biographie
Après avoir étudié les Beaux-Arts à l'université McKinen de Cincinnati, Outcault a commencé sa carrière en 1888 comme illustrateur pour Thomas Edison. L'année suivante, il est envoyé par Edison à l'étranger pour représenter l'inventeur dans ses expositions itinérantes. À Paris, dans le quartier latin, il en profitera pour continuer à étudier l'art. Il en reviendra avec la manie de porter une cape et un béret. En 1890, il participe au ''Electrical World magazine, proche d'Edison. Comme dessinateur humoristique il fait ses débuts dans les journaux Truth, Puck, Judge et Life. 
En 1894, il est engagé par Joseph Pulitzer afin qu'il travaille dans son journal, le New York World. Il participe au supplément couleur où il développe la série Hogan's Alley à partir du (5 mai 1895). Il ne s'agit pas d'une bande dessinée mais d'une pleine page très chargée qui, chaque semaine, montre la vie d'un quartier imaginaire. Dans ce quartier apparaît, le 5 janvier 1896, un personnage chauve, vêtu d'une chemise de nuit jaune qui devient rapidement très populaire. En 1896, la publication, sous forme d'album souple, des planches parues dans le journal prendra le nom de The Yellow Kid in McFadden's Flat.
Débauché par William Randolph Hearst en 1897, Outcault continue sa série dans le New York Journal en la rebaptisant du nom de son personnage le plus populaire, The Yellow Kid. Pulitzer attaquera Hearst et embauche le dessinateur George B. Luks pour continuer la série dans le New York World : la ville aura donc deux Yellow Kid simultanés.
Pour les américains, Yellow Kid est la date de naissance de la bande dessinée, car on y voit apparaître le premier phylactère. En effet, la complexité des pages d'Outcault, imposait que les paroles des multiples personnages dont elles étaient encombrées leur soient reliées d'une manière ou d'une autre. Il essaiera plusieurs méthodes, et écrira notamment souvent sur la chemise du Yellow Kid. Le premier véritable phylactère dans l'œuvre d'Outcault date du 25 octobre 1896 et il n'est pas dit par un humain, mais par un phonographe (et en fait par un perroquet qui se cache dans ce phonographe). Dans la même page, par mimétisme, le Yellow Kid parlera à son tour dans un phylactère mais par la suite il continuera à parler sur sa chemise.
Peu à peu, Outcault utilisera le phylactère dans d'autres contextes.
Ce qui fait malgré tout du Yellow Kid un bon candidat au titre de « premier personnage de bande dessinée », ce n'est donc ni la bande dessinée (puisque la série consistait en une seule composition dessinée) ni le phylactère, c'est sa popularité en tant que personnage, c'est le fait aussi qu'il ait été un véritable argument de vente pour les journaux qui l'ont publié, et, même, la naissance d'un véritable marketing d'objets autour du personnage.
Passe en 1901 au New York Herald, appartenant à James Gordon Bennett junior, qui lui demande de faire un supplément de bandes dessinées, genre qui vient de naître. Ces histoires doivent mettre en scène un personnage présentable. Il commence à faire Pore Li'l Mose, puis crée Buster Brown en 1902.
Il dessine simultanément d'autres personnages : Tommy Dodd, Aunt Ophelia, Buddy tucker.
Retourne chez Hearst en 1905, d'où procès. Il pourra continuer à dessiner Buster Brown dans son nouveau journal, mais sans le nommer, tandis que le New York Herald pourra continuer à faire vivre Buster Brown sous la plume d'autres dessinateurs.
Il vend, en 1904, le droit d'utiliser la marque Buster Brown à quantité d'industriels, dont un fabricant de chaussures qui existe toujours (Brown Shoes).
Il dessine la dernière planche de Buster Brown le 15 août 1920 et passe alors à la peinture jusqu'à sa mort.
En 2008, il est inscrit par le jury au temple de la renommée Will Eisner.

## Galerie

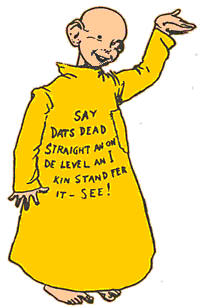
The Yellow Kid.
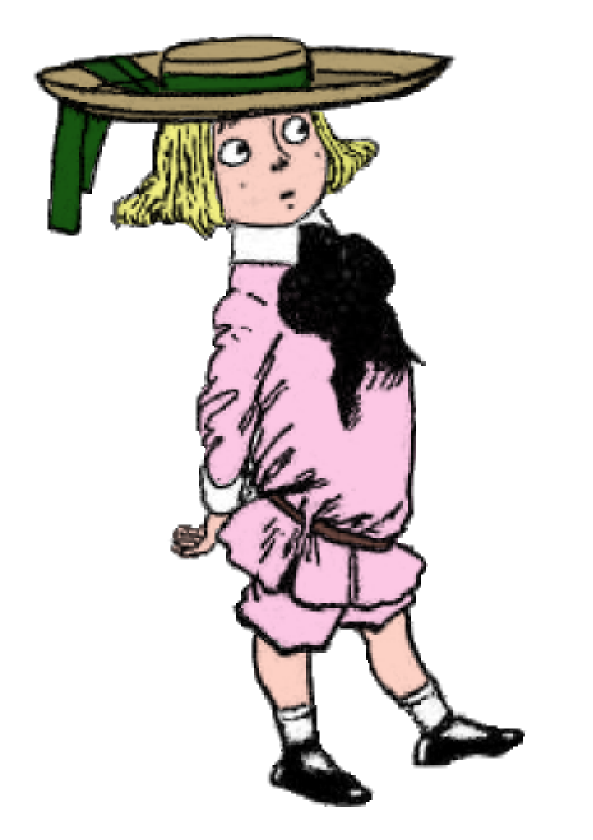
Buster Brown.
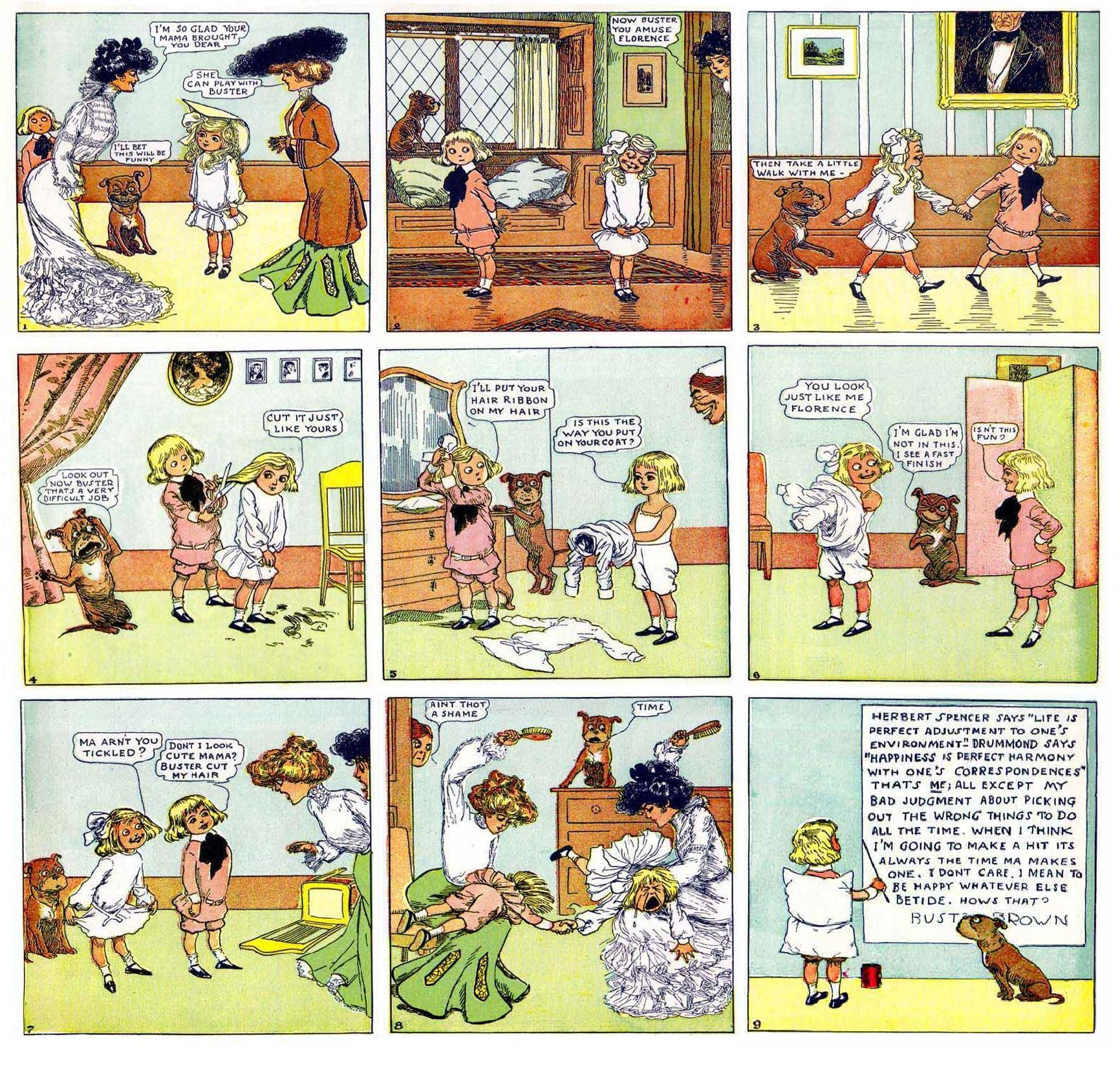
Buster Brown.
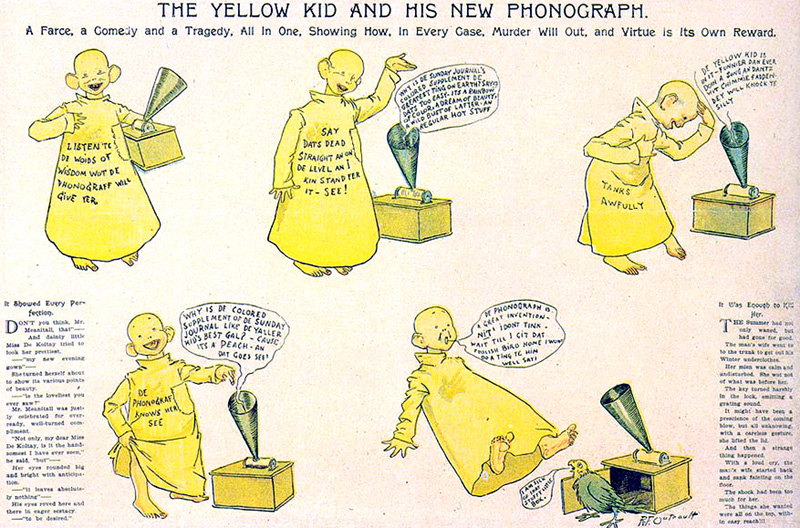
The Yellow Kid, 25 octobre 1896.